# Mulher Sentada à Beira-mar
Mulher Sentada à Beira-mar (francês: Femme assise au bord de la mer) é uma pintura a óleo sobre tela do pintor impressionista francês Pierre-Auguste Renoir datada de 1883. A pintura mostra uma mulher (a futura esposa de Renoir, Aline Charigot) sentada numa cadeira, com uma praia por trás dela. Esta praia ficaria situada no litoral de Dieppe, na Normandia. Neste trabalho de Renoir pode observar-se a influência italiana, depois de ter visitado a Itália entre 1881-82, ao unir a "grandeza e a simplicidade" do Renascimento com a luminosidade do Impressionismo. A face de Aline ilustra a nova abordagem do artista, a que ele chamou "forma seca": linhas cuidadosamente desenhadas e suavidade na pintura. A parte em segundo plano revela os primeiros anos da carreira Renoir, com os seus traços rápidos e livres.  Esta pintura foi doada ao Metropolitan Museum of Art em 1929, pela Sra. Henry O. Havemeyer